# Place des Fêtes metróállomás
A Place des Fêtes egy metróállomás Franciaországban, Párizsban a párizsi metró 7bis és 11-es metróvonalán. Tulajdonosa és üzemeltetője a RATP.

## Metróvonalak
Az állomást az alábbi metróvonalak érintik:
- 7bis metróvonal
- 11-es metróvonal

## Kapcsolódó állomások
A metróállomáshoz az alábbi állomások vannak a legközelebb:
- Pré-Saint-Gervais (Pré-Saint-Gervais, 7bis metróvonal)
- Botzaris (7bis metróvonal)
- Jourdain (Châtelet, 11-es metróvonal)
- Télégraphe (Rosny-Bois-Perrier, 11-es metróvonal)